# Lijst van schaatsers
Hieronder volgt een lijst van schaatsers. Een schaatser is de beoefenaar van de schaatssport. Zie de categorie Langebaanschaatser naar nationaliteit voor schaatsers naar nationaliteit. N.B.: hier komen ook andere schaatsers in voor.

## A
Schaatssters
- Annie van der Aa
- Christine Aaftink
- Jekaterina Abramova
- Ulrike Adeberg
- Olga Akifjeva
- Sofia Albertsson
- Sylvia Albrecht
- Saskia Alusalu
- Bianca Anghel
- Monique Angermüller
- Maria Anikanova
- Frédérique Ankoné
- Daniela Anschütz
- Nele Armée
- Inga Artamonova
- Natalja Artamonova
- Nadezjda Asejeva
- Jeanne Ashworth
- Susan Auch
- Tatjana Averina
- Jekaterina Ajdova

Schaatsers
- Nils Egil Aaness
- Roald Aas
- Peter Adeberg
- Auke Adema
- An Weijiang
- Hjalmar Andersen
- Petter Andersen
- Terje Andersen
- David Andersson
- Otto Andersson
- Matteo Anesi
- Henk Angenent
- Ants Antson
- Andrej Anoefrijenko
- Carl-Erik Asplund
- Gordon Audley

## B
Schaatssters
- Anna Badajeva
- Anke Baier
- Varvara Barysjeva
- Ines Bautzmann
- Svetlana Bazjanova
- Sabine Becker
- Stephanie Beckert
- Lotte van Beek
- Willeke van Benthem
- Elena Belci-Dal Farra
- Annette Bjelkevik
- Hedvig Bjelkevik
- Ellen Bjertnes
- Bonnie Blair
- Margot Boer
- Hege Bøkko
- Alie Boorsma
- Annie Borckink
- Jacqueline Börner
- Rebekah Bradford
- Floor van den Brandt
- Sabine Brehm
- Ellie van den Brom
- Natasja Bruintjes
- Vera Bryndzej
- Sylvia Burka
- Frederika Buwalda

Schaatsers
- Dmitri Babenko
- Andrej Bachvalov
- Marius Băcilă
- Kjell Bäckman
- Bae Ki-tae
- Ivar Ballangrud
- Zsolt Baló
- Aleksandr Baranov
- Kenneth Bartholomew
- Patrick Beckert
- Gerco van de Beek
- Jean-René Bélanger
- Artjom Beloesov
- Vladimir Belov
- Evert van Benthem
- Bart van den Berg
- Jeen van den Berg
- Jorrit Bergsma
- Pim Berkhout
- Alfons Bērziņš
- Jelmer Beulenkamp
- Per Bjørang
- Eppie Bleeker
- Ted-Jan Bloemen
- Jan Blokhuijsen
- Ossi Blomqvist
- Jens Boden
- Adam de Boer
- Lieuwe de Boer
- Odd Bohlin Borgersen
- Thomas Bohrer
- Jan Bols
- Håvard Bøkko
- Jenning de Boo
- Hasse Börjes
- Jan Bos
- Thomas Bos
- Marcel Bosker
- Dmitri Botsjkarjov
- Sylvain Bouchard
- Gaétan Boucher
- KC Boutiette
- Oleg Bozjev
- Robert Brandt
- Christian Breuer
- Pascal Briand
- Kees Broekman
- Philip Brojaka
- Bas Brusche
- Pim Brusche
- Kęstutis Bulota
- Roger Bureau
- Ben van der Burg
- Thomas Byberg

## C
Schaatssters
- Jennifer Alexa Caicedo Mejía
- Choi Seung-Yong
- Zoja Cholsjtsjevnikova
- Wieteke Cramer
- Natalia Czerwonka

Schaatsers
- Maurizio Carnino
- Armand Carlsen
- Kip Carpenter
- Sipke Castelein
- Pedro Causil
- Pim Cazemier
- Cha Min-kyu
- Aleksej Chatylev
- Joey Cheek
- Sergej Chlebnikov
- Sławomir Chmura
- Choi Jae-bong
- Choi Kwun-won
- Henrik Christiansen
- Chung Jae-woong
- Chung Jae-won
- Marco Cignini
- Göran Claeson
- Colin Coates
- Arnout Coenen
- Alexis Contin
- Johnny Cronshey

## D
Schaatssters
- Anice Das
- Mihaela Dascălu
- Marit Dekker
- Sanne Delfgou
- Paulien van Deutekom
- Tessa van Dijk
- Marion Dittmann
- Sarah Docter
- Gré Donker
- Natalja Dontsjenko
- Emese Dörfler-Antal
- Helga Drost
- Daniela Dumitru

Schaatsers
- Jörg Dallmann
- Arne Dankers
- Shani Davis
- Shigeyuki Dejima
- Artjom Detisjev
- Jørn Didriksen
- Andreas Dietel
- Herbert Dijkstra
- Lou Dijkstra
- William Disney
- Frank Dittrich
- Shane Dobbin
- Shingo Doi
- István Dolp
- Stefano Donagrandi
- Benjamin Donnelly
- Joe Donoghue
- Joel Dufter
- Durk van der Duim
- Hilbert van der Duim

## E
Schaatssters
- Elsa Einarsson
- Krisztina Egyed
- Karin Enke
- Karolína Erbanová

Schaatsers
- Jaap Eden
- Lasse Efskind
- Andreas Ehrig
- Lars Elgersma
- Steven Elm
- Rutger Elsinga
- Christian Eminger
- Edvard Engelsaas
- Kai Arne Engelstad
- Hans Engnestangen
- Frithiof Ericson
- Rudolf Ericson
- Sigvard Ericsson
- Joel Eriksson
- Ivar Eriksen
- Eskil Ervik
- Gustav Estlander
- Bernt Evensen

## F
Schaatssters
- Olga Fatkoelina
- Orsolya Fecskés
- Svetlana Fedotkina
- Ljoedmila Fetsjina
- Jennifer Fish
- Agnes Friesinger
- Anni Friesinger
- Katja Franzen

Schaatsers
- Enrico Fabris
- Sebastian Falk
- Rolf Falk-Larssen
- Sverre Farstad
- José Ignacio Fazio
- Martin Feigenwinter
- Robert Fitzgerald
- Casey FitzRandolph
- Eric Flaim
- Mikael Flygind Larsen
- Sergej Fokitsjev
- Dag Fornæss
- Fabio Francolini
- Bjarne Frang
- Tucker Fredricks
- Oskar Fredriksen
- Leo Freisinger
- Jan Friesinger
- Daniel Friberg
- Jaakko Friman

## G
Schaatssters
- Monique Garbrecht
- Nicole Garrido
- Jorieke van der Geest
- Carry Geijssen
- Marloes Gelderblom
- Yvonne van Gennip
- Annette Gerritsen
- Inga Gilaoeri
- Natalja Glebova
- Arisa Go
- Klara Goeseva
- Beatriu Gómez Franquet
- Helen van Goozen
- Aleksandra Goss
- Cathrine Grage
- Olga Graf
- Renate Groenewold
- Kristina Groves

Schaatsers
- Gao Tingyu
- Gao Xuefeng
- André Gegout
- Joel Geleynse
- Davide Ghiotto
- Dino Gillarduzzi
- Andrea Giovannini
- Alv Gjestvang
- Valeri Goek
- Boris Goeljajev
- Nikolaj Goeljajev
- Richard Goerlitz
- Aleksandr Goloebev
- Antonio Gómez Fernandez
- Oleg Gontsjarenko
- Wim de Graaff
- Johan Granath
- Rafael Gratsj
- Jamie Gregg
- Henk van der Grift
- Jevgeni Grisjin
- Sergej Grjaztsov
- Øystein Grødum
- Roar Grønvold
- Sietze de Groot
- Stefan Groothuis
- Claudiu Grozea
- Oscar Grundén
- Rudolf Gundersen
- Tomas Gustafson
- Per Willy Guttormsen
- Pieter Gysel

## H
Schaatssters
- Helga Haase
- Han Pil-hwa
- Sandra 't Hart
- Seiko Hashimoto
- Angela Hauck-Stahnke
- Maren Haugli
- Beth Heiden
- Christine Heins
- Roxanne van Hemert
- Mari Hemmer
- Anne Henning
- Judith Hesse
- Justine l'Heureux
- Gabriele Hirschbichler
- Edel Therese Høiseth
- Dianne Holum
- Cerasela Hordobetiu
- Ally Hornsby
- Lenie van der Hoorn
- Masako Hozumi
- Huang Yu-ting
- Clara Hughes
- Jenita Hulzebosch-Smit
- Emese Hunyady
- Eevi Huttunen

Schaatsers
- Michael Hadschieff
- Armin Hager
- Anton Hahn
- Jeroen Hairwassers
- Ihnat Halavatsjoek
- Einar Halvorsen
- Kuniomi Haneishi
- Martin Hänggi
- Janne Hänninen
- Brian Hansen
- Harry Haraldsen
- Tsubasa Hasegawa
- Zdeněk Haselberger
- Villy Haugen
- Sverre Haugli
- Göthe Hedlund
- Chad Hedrick
- Jan Maarten Heideman
- Eric Heiden
- Siem Heiden
- Hans van Helden
- Finn Helgesen
- Casper Helling
- Sindre Henriksen
- Ken Henry
- Martin Hersman
- Stefan Heythausen
- Stevin Hilbrands
- Paul Hille
- Hiroki Hirako
- Minne Hoekstra
- André Hoffmann
- Johnny Höglin
- Jouke Hoogeveen
- Emiel Hopman
- Fredrik van der Horst
- Jan J. van der Hoorn
- Jan W. van der Hoorn
- Manabu Horii
- Jesper Hospes
- Jaap Houtman
- Anton Huiskes
- Erik Hulzebosch
- Alexander Hurd

## I
Schaatssters
- Alexandra Ianculescu
- Maria Isakova
- Eriko Ishino

Schaatsers
- Yusuke Imai
- Dan Immerfall
- Junichi Inoue
- Rodan Ionescu
- Ermanno Ioriatti
- Vasili Ippolitov
- Mike Ireland
- Asier Peña Iturria
- Vladimir Ivanov

## J
Schaatssters
- Ann-Sofie Järnström
- Joelija Jasenok
- Irina Jegorova
- Bjørg Eva Jensen
- Jin Peiyu
- Andrea Jirků
- Marita Johansson
- Marije Joling
- Antoinette de Jong
- Michelle de Jong
- Tonny de Jong

Schaatsers
- Vishwaraj Jadeja
- Jaegal Sung-yeol
- Irving Jaffee
- Emiel de Jager
- Werner Jäger
- Sicco Janmaat
- Dan Jansen
- Juhani Järvinen
- Mark Jesney
- Charles Jewtraw
- Andrea Jirků
- Knut Johannesen
- Aage Johansen
- Arne Johansen
- Magnus Johansen
- Allan Dahl Johansson
- Bob de Jong
- Ben Jongejan
- Cor Jongert
- Joeri Joemasjev
- Aleksej Joenin

## K
Schaatssters
- Stien Baas-Kaiser
- Lasma Kauniste
- Svetlana Kajkan
- Erina Kamiya
- Jelizaveta Kazelina
- Kaija-Liisa Keskivitikka
- Karin Kessow
- Atje Keulen-Deelstra
- Pien Keulstra
- Kim Min-sun
- Kim Song-soon
- Kim You-lim
- Cindy Klassen
- Carien Kleibeuker
- Kit Klein
- Moniek Kleinsman
- Nao Kodaira
- Berta Kolokoltseva
- Sofia Kondakova
- Ineke Kooiman-van Homoet
- Lisbeth Korsmo
- Anzjelika Kotjoega
- Brecht Kramer
- Jorien Kranenborg
- Vera Krasnova
- Ans Kremer
- Henri Kretzer
- Ingeborg Kroon
- Else Marie Kristiansen
- Zinaida Krotova
- Mayon Kuipers
- Maggi Kvestad

Schaatsers
- Michael Kaatee
- Yoshitaki Kanehama
- Shadrack Kapchedureser
- Valeri Kaplan
- Geir Karlstad
- Joji Kato
- Reyon Kay
- Michail Kazelin
- Piet Keijzer
- Erhard Keller
- Gerard Kemkers
- Aleksandr Kertsjenko
- Rhian Ket
- Arjen van der Kieft
- Kim Chul-sol
- Kim Jin-su
- Kim Min-seok
- Kim Yun-man
- Benedictus Kingma
- Merk Kingma
- Sander Kingma
- Yoshihiro Kitazawa
- Jeff Kitura
- Piet Kleine
- Dag Erik Kleven
- Sergej Klevtsjenja
- Joeri Kljoejev
- Rigard van Klooster
- Sebastian Kłosiński
- Masaaki Kobayashi
- Joeri Kondakov
- Ove König
- Aad de Koning
- Coen de Koning
- Jacques de Koning
- Joost Kool
- Tibor Kopacz
- Marnix ten Kortenaar
- Pasi Koskela
- Pekka Koskela
- Johann Olav Koss
- André Kouprianoff
- Sven Kramer
- Yep Kramer
- Franz Krienbühl
- Georg P.H. Krog
- Thomas Krol
- Jonathan Kuck
- Boris Kusmirak
- Helmut Kuhnert
- Geert Kuiper
- Harm Kuipers
- Simon Kuipers
- Jevgeni Koelikov
- Cédric Kuentz
- Pavel Kulma
- Akira Kuroiwa
- Toshiyuki Kuroiwa

## L
Schaatssters
- Eva Lagrange
- Valentina Lalenkova
- Maria Lamb
- Liselotte Landbeck
- Heike Lange
- Marrit Leenstra
- Lee Ju-youn
- Lee Sang-hwa
- Jutta Leerdam
- Catriona Le May-Doan
- Verné Lesche
- Li Huawei
- Li Qishi
- Galina Lichatsjova
- Synnøve Lie
- Liu Jing
- Jekaterina Lobysjeva
- Barbara de Loor
- Anita Loorbach
- Helga Luning
- Ilonda Lūse
- Ágota Lykovcán

Schaatsers
- Vincent Labrie
- Jevgeni Lalenkov
- Pentti Lammio
- Mikael Flygind Larsen
- Roald Larsen
- Jouko Launonen
- Valeri Lavroesjkin
- Lee Jong-woo
- Lee Kang-seok
- Lee Ki-ho
- Lee Kyou-hyuk
- Karst Leemburg
- Jakko Jan Leeuwangh
- Robert Lehmann
- Li Bailin
- Li Yu
- Reidar Liaklev
- Rudie Liebrechts
- Marten Liiv
- Leo Linkovesi
- Vladimir Lobanov
- Dmitri Lobkov
- William Logan
- William Loveday
- Lu Zhuo
- Odd Lundberg
- Trygve Lundgreen
- Viktor Lyosjkin

## M
Schaatssters
- Jekaterina Malysjeva
- Mia Manganello
- Nicola Mayr
- Adelia Marra
- Katrin Mattscherodt
- Heather McLean
- Richt van der Meer
- Mary Meyers
- Ragnhild Mikkelsen
- Andrea Mitscherlich
- Jelena Mjagkich
- Elena Møller-Rigas
- Constanze Moser
- Grietje Mulder
- Els Murris
- Kaija Mustonen
- Krisy Myers

Schaatsers
- Fred Anton Maier
- Michele Malfatti
- Nikolaj Mamonov
- Maurizio Marchetto
- Fausto Marreiros
- Neal Marshall
- Ivar Martinsen
- Trevor Marsicano
- Sergej Martsjoek
- Charles Mathiesen
- Oscar Mathisen
- Sigurd Mathisen
- Eduard Matoesevitsj
- Wilhelm Mauseth
- Witold Mazur
- Jack McCulloch
- Donald McDermott
- Richard McDermott
- Anatoli Medennikov
- Jarno Meijer
- Jakob Melnikov
- Robert Merkoelov
- Uwe-Jens Mey
- Joeri Michajlov
- Vitalij Michajlov
- Piotr Michalski
- Brock Miron
- Yukihiro Mitani
- Yasunori Miyabe
- Yukinori Miyabe
- Kesato Miyazaki
- Mo Tae-bum
- Per Ivar Moe
- Sigurd Moen
- Oleh Moisejev
- Joseph Moore
- Denny Morrison
- Aleksandr Mozin
- Peter Mueller
- Michel Mulder
- Ronald Mulder
- Mun Joon
- Valeri Moeratov
- Edward Murphy

## N
Schaatssters
- Mayke Nagtegaal
- Yvonne Nauta
- Joelia Nemaja
- Nami Nemoto
- Christine Nesbitt
- Gunda Niemann
- Sophie Nijman
- Galina Nikitina
- Noh Seon-yeong
- Andrea Nuyt

Schaatsers
- Alfred Næss
- Keiichiro Nagashima
- Nikita Najdenov
- Takaharu Nakajima
- Shota Nakamura
- Shunsuke Nakamura
- Daniel Joseph Nation
- Chris Needham
- Konrad Niedźwiedzki
- Halfdan Nielsen
- Tuomas Nieminen
- Beorn Nijenhuis
- Ivar Nilsson
- Jonny Nilsson
- Grunde Njøs
- Hiroyuki Noake
- Peter Nottet
- Kjeld Nuis
- Bjørn Nyland

## O
Schaatssters
- Elli Ochowicz
- Thijsje Oenema
- Tomomi Okazaki
- Daniela Oltean
- Frouke Oonk
- Oana Opincariu
- Lucille Opitz
- Sayuri Osuga
- Hiromi Otsu

Schaatsers
- Tadashi Obara
- Takuro Oda
- Boris Oevarov
- Dmitri Ogloblin
- Moje Öholm
- Yuya Oikawa
- Antero Ojala
- Remco olde Heuvel
- Wouter olde Heuvel
- Henning Olsen
- Ole Olsen
- Oscar Olsen
- Oskar Olsen
- Alexander Oltrop
- John O'Neil Farell
- Mark Ooijevaar
- Vladimir Orlov
- Wierd Osinga
- Peder Østlund
- Muncef Ouardi
- Kevin Overland
- Tom Erik Oxholm

## P
Schaatssters
- Rosa Pater
- Ingrid Paul
- Claudia Pechstein
- Natalja Petroeseva
- Monika Pflug
- Haitske Pijlman
- Helena Pilejczyk
- Olga Plesjkova
- Jennifer Plate
- Leah Poulos
- Cathy Priestner
- Ljoedmila Prokasjeva

Schaatsers
- Kalle Paananen
- Kornél Pajor
- Klaas Pander
- Aleksandr Pansjin
- Reinier Paping
- Marius Paraschivoiu
- Jason Parker
- Lassi Parkkinen
- Derek Parra
- Axel Paulsen
- Fridtjof Paulsen
- Nick Pearson
- Maksim Pedos
- Pavel Pegov
- Paolo José Peralta
- Jan Pesman
- Sverre Lunde Pedersen
- Jonas Pflug
- Christian Pichler
- Uuno Pietilä
- Tom Plant
- Otto Polacsek
- Ids Postma
- Allan W. Potts
- Mika Poutala
- Tom Prinsen
- Aleksej Prosjin

## Q
Schaatssters
Schaatsers
- León Quaglia

## R
Schaatssters
- Svetlana Radkevitsj
- Catherine Raney
- Oksana Ravilova
- Shannon Rempel
- Ren Hui
- Trijnie Rep
- Natalija Rybakova
- Heather Richardson
- Laurine van Riessen
- Anna Ringsred
- Martine Ripsrud
- Elina Risku
- Jennifer Rodriguez
- Anna Rokita
- Galina Romanova
- Linda Rombouts
- Denise Roth
- Christa Rothenburger
- Tamara Rylova
- Erwina Ryś-Ferens

Schaatsers
- Jaromir Radke
- Rudolf Riedl
- Ralf van der Rijst
- Rintje Ritsma
- François Olivier Roberge
- Demian Roelofs
- Tim Roelofsen
- Patrick Roest
- Johan Röjler
- Gianni Romme
- Frode Rønning
- Risto Rosendahl
- Vesa Rosendahl
- Renz Rotteveel
- Christoffer Fagerli Rukke
- Henrik Fagerli Rukke
- Bjarne Rykkje
- Brigt Rykkje

## S
Schaatssters
- Martina Sáblíková
- Kseniya Sadouskaya
- Ljoebov Sadtsjikova
- Liisa Salmi
- Eriko Sanmiya
- Amy Sannes
- Ayano Sato
- Ljoedmila Savroelina
- Heike Schalling
- Franziska Schenk
- Christina Scherling
- Lia van Schie
- Ruth Schleiermacher
- Laila Schou Nilsen
- Brittany Schussler
- Ans Schut
- Julius Seyler
- Lidia Selichova
- Kapitolina Seregina
- Elwira Seroczyńska
- Kyoko Shimazaki
- Shihomi Shinya
- Tatjana Sidorova
- Chiara Simionato
- Kerry Simpson
- Alla Sjabanova
- Tatjana Sjelechova-Rastopsjina
- Jekaterina Sjichova
- Chalida Sjtsjegolejeva
- Lidia Skoblikova
- Gretha Smit
- Janine Smit
- Jessica Smith
- Josie Spence
- Maren van Spronsen
- Angela Hauck-Stahnke
- Marieke Stam
- Sanne van der Star
- Nina Statkevitsj
- Valentina Stenina
- Galina Stepanskaja
- Maria Sterk
- Sigrid Sundby
- Becky Sundstrom
- Nancy Swider
- Nancy Swider-Peltz jr.

Schaatsers
- Milan Sáblík
- Martin Sæterhaug
- Lasse Sætre
- Aleksandr Safronov
- Vadim Sajoetin
- Dmitri Sakoenenko
- Tim Salomons
- Toivo Salonen
- Örjan Sandler
- Ippolito Sanfratello
- Frits Schalij
- Dolph van der Scheer
- Ard Schenk
- Klaas Schenk
- Kris Schildermans
- Franz Schilling
- Roger Schneider
- Tobias Schneider
- René Schöfisch
- Eddie Schroeder
- Johan Schwartz
- Samuel Schwarz
- Kevin Scott
- Danila Semerikov
- Juri Sergejev
- Åke Seyffarth
- Julius Seyler
- Vadim Sjaksjakbajev
- Jack Shea
- John Shea
- Hiroyasu Shimizu
- Keiji Shirahata
- Yuri Shulga
- Roberto Sighel
- Dave Silk
- Haralds Silovs
- Danil Sinitsyn
- Viktor Sjasjerin
- Dmitri Sjepel
- Vladimir Sjerstjuk
- Vladimir Sjilikovski
- Boris Sjilkov
- Amund Sjøbrend
- Ivan Skobrev
- Julius Skutnabb
- Jan Smeekens
- Thomas-Henrik Søfteland
- Yuri Solinger
- Ådne Søndrål
- Frank Stack
- Michael Staksrud
- Oluf Steen
- Luca Stefani
- Thorstein Stenbek
- Boris Stenin
- Sten Stensen
- Kay Arne Stenshjemmet
- Svein-Erik Stiansen
- Max Stiepl
- Alexandre St-Jean
- Rune Stordal
- Kjell Storelid
- Jan Egil Storholt
- Jeroen Straathof
- Harald Ström
- Kristian Strøm
- Roger Strøm
- Gunnar Strömstén
- Nikolaj Stroennikov
- Hermann Strutz
- Teruhiko Sugimori
- Sun Bing
- Oliver Sundberg
- Sun Longjiang
- Sung Ching-yang
- Keiichi Suzuki
- Masaki Suzuki
- Artur Szafrański
- Szabolcs Szőllősi

## T
Schaatssters
- Maki Tabata
- Laura Tamminen
- Tatjana Tarasova
- Annamarie Thomas
- Randi Thorvaldsen
- Marianne Timmer
- Ljoedmila Titova
- Gisela Toews
- Aki Tonoike
- Maki Tsuji
- Albina Toezova

Schaatsers
- Toyoki Takeda
- Dave Tamburrino
- Magne Thomassen
- Nick Thometz
- Clas Thunberg
- Viktor-Hald Thorup
- Günter Traub
- Sergej Trofimov
- Jurre Trouw
- Boris Tsibin
- Valentin Tsjaikin
- Ryosuke Tsuchiya
- Mark Tuitert
- Nicola Tumolero

## U
Schaatssters
- Mie Uehara

Schaatsers
- Maciej Ustynowicz
- Jochem Uytdehaage
- Jan Uitham

## V
Schaatssters
- Diane Valkenburg
- Renske Vellinga
- Marja Vis
- Cindy Vergeer
- Ria Visser
- Svetlana Vysokova
- Sandra Voetelink
- Sabine Völker
- Jorien Voorhuis
- Chalida Vorobjeva
- Natalja Voronina
- Elma de Vries
- Linda de Vries

Schaatsers
- Jos Valentijn
- Jarmo Valtonen
- Viktor Varlamov
- Adriaan van Velde
- Gerard van Velde
- Bart Veldkamp
- Kai Verbij
- Hein Vergeer
- Carl Verheijen
- Eddy Verheijen
- Kees Verkerk
- Koen Verweij
- Johan Vikander
- Pepijn van der Vinne
- Leo Visser
- Cas van de Vijfeijken
- Hanspeter Vogt
- Wim van der Voort
- André Vreugdenhil
- Klaas Vriend
- Abe de Vries
- Berden de Vries
- Sjoerd de Vries
- Miroslav Vtípil

## W
Schaatssters
- Foske Tamar van der Wal
- Paulina Wallin
- Wang Beixing
- Wang Fei
- Wang Manli
- Heike Warnicke
- Yukari Watanabe
- Kim Weger
- Isabelle Weidemann
- Annouk van der Weijden
- Marieke Wijsman
- Melissa Wijfje
- Ragne Wiklund
- Martina Windhager
- Chris Witty
- Katarzyna Wójcicka
- Jenny Wolf
- Ireen Wüst

Schaatsers
- Henry Wahl
- Asser Wallenius
- Stefan Waples
- Justin Warsylewicz
- Huub van der Wart
- Artur Waś
- Birger Wasenius
- Franz Wathén
- Karl Wazulek
- Marco Weber
- Erben Wennemars
- Freddy Wennemars
- Johnny Werket
- Sjouke Westra
- Even Wetten
- Mitchell Whitmore
- Wäinö Wickström
- Jeremy Wotherspoon
- Kurt Wubben

## X
Schaatssters
- Xue Ruihong

Schaatsers
- Xie Jiaxuan

## Y
Schaatssters
- Hiromi Yamamoto
- Ye Qiaobo
- Sayuri Yoshii
- Sheila Young
- Yu Jing

Schaatsers
- Jan Ykema
- Yang Fan
- Yu Fengtong

## Z
Schaatssters
- Gabi Zange
- Nikola Zdráhalová
- Zhao Xin
- Zhang Shuang
- Carla Zijlstra
- Rimma Zjoekova
- Svetlana Zjoerova
- Luiza Złotkowska
- Marina Zoejeva
- Pamela Zoellner
- Sandra Zwolle

Schaatsers
- Eric Zachrisson
- Falko Zandstra
- Zhang Zhongqi
- Zhu Jianquan
- Olaf Zinke
- Igor Zjelezovski
- Aleksej Zjigin
- Piet Zwanenburg
- Paweł Zygmunt